# خرام
خُرَّام (الاسم العلمي Tripolium)، جنس نباتات عشبية معمرة مزهرة من فصيلة النجمية. مواطنها أوراسيا وشمال أفريقيا.

## الأنواع
من أنواعه:
- خرام